# Тјоне дељи Абруци
Тјоне дељи Абруци (итал. Tione degli Abruzzi) је насеље у Италији у округу Л'Аквила, региону Абруцо.
Према процени из 2011. у насељу је живело 140 становника. Насеље се налази на надморској висини од 588 м.

## Становништво
Према резултатима пописа становништва 2011. у општини је живело 326 становника.
| 1931. | 1936. | 1951. | 1961. | 1971. | 1981. | 1991. | 2001. | 2011. |
| ----- | ----- | ----- | ----- | ----- | ----- | ----- | ----- | ----- |
| 1.836 | 1.713 | 1.413 | 1.082 | 717   | 596   | 485   | 380   | 326   |